# Stefan Kirmße
Stefan Kirmße (* 16. März 1965 in Osterholz-Scharmbeck) ist ein deutscher Betriebswirt, Geschäftsführer von zeb und seit 2008 Professor an der Steinbeis-Hochschule Berlin.

## Werdegang
Nach einer Ausbildung von 1984 bis 1986 zum Bankkaufmann bei der Deutschen Bank AG und einer anschließenden Tätigkeit im Privatkundengeschäft studierte Kirmße von 1987 bis 1988 Wirtschaftswissenschaften an der Universität Bremen. Von 1988 bis 1992 studierte er Betriebswirtschaftslehre an der Westfälischen Wilhelms-Universität in Münster und beendete das Studium mit dem Abschluss Diplom-Kaufmann. Kirmße wurde 1996 an der Gerhard-Mercator-Universität Duisburg zum Thema „Die Bepreisung und Steuerung von Ausfallrisiken im Firmenkundengeschäft der Kreditinstitute - Ein optionspreistheoretischer Ansatz“ promoviert. Er habilitierte ebenfalls an der Gerhard-Mercator-Universität 2002 zum Thema „Die Mobilisierung von Kreditgeschäften als Instrument bankpolitischer Entscheidungen“. Von 2005 bis 2009 war er Honorarprofessor an der Wissenschaftlichen Hochschule in Lahr. Seit 2008 hat Kirmße einen Lehrstuhl für allgemeine Betriebswirtschaftslehre, insbesondere Bankmanagement, an der Steinbeis-Hochschule Berlin.
Neben seiner Tätigkeit als Hochschullehrer war Kirmße Managing Director bei der auf Banken spezialisierten Unternehmensberatung zeb (Zentrum für ertragsorientiertes Bankmanagement, siehe Veröffentlichungen), wo er seit 1996 als Gründungspartner und Mitglied der Geschäftsführung arbeitete. 2020 endete seine turnusmäßige fünfjährige Amtszeit als Managing Director.

## Forschungsschwerpunkte
- Digitalisierung und ihre Auswirkungen auf Finanzintermediäre
- Strategische Fragen im Bankmanagement
- Banksteuerung

## Veröffentlichungen
- Ertragsorientiertes Bankmanagement, Band 1: Messung von Rentabilität und Risiko im Bankgeschäft, Gabler-Verlag, 9. Aufl. 2014 (gemeinsam mit Henner Schierenbeck und Michael Lister), ISBN 978-3-8349-0824-7
- Ertragsorientiertes Bankmanagement, Band 2: Risiko-Controlling und integrierte Rendite-/Risikosteuerung, Gabler-Verlag, 9. Aufl., 2008 (gemeinsam mit Henner Schierenbeck und Michael Lister), ISBN 978-3-8349-0447-8
- European Banking Study 2002. Schwerpunkt Österreich, in: Österreichisches Bank-Archiv, 53. Jg., 2005, S. 34–42 (gemeinsam mit Peter Madricz)
- Mobilisierung von Kreditgeschäften als Instrument bankpolitischer Entscheidungen, Knapp Verlag, Frankfurt a. M. 2002, ISBN 978-3-8314-0741-5.
- Die Bepreisung und Steuerung von Ausfallrisiken im Firmenkundengeschäft der Kreditinstitute, Knapp Verlag, Frankfurt a. M. 1996, ISBN 978-3-7819-0597-9.